# Saturday Night Fever (nhạc phim)
Saturday Night Fever: The Original Movie Sound Track là một album nhạc phim của bộ phim Saturday Night Fever (1977) do John Travolta thủ vai chính. Nó được phát hành vào ngày 15 tháng 11 năm 1977, với phần lớn những bài hát được sáng tác và trình diễn bởi the Bee Gees.
Với thành công đột phá của bộ phim, nó cũng gặt hái những thành công tương tự, trở thành album nhạc phim bán chạy nhất mọi thời đại (kỉ lục này sau đó đã bị vượt qua bởi album nhạc phim The Bodyguard của Whitney Houston). Saturday Night Fever còn tạo nên những tác động văn hóa to lớn tại Hoa Kỳ. Nó được chứng nhận 15 đĩa Bạch kim từ Hiệp hội Công nghiệp ghi âm Hoa Kỳ, công nhận 15 triệu bản album đã được tiêu thụ tại đây. Album đạt vị trí quán quân trên bảng xếp hạng Billboard 200 và trụ vững ở vị trí này trong 24 tuần liên tiếp, từ tháng 1 đến tháng 7 năm 1978 và tồn tại trên bảng xếp hạng đến tháng 3 năm 1980, kéo dài 120 tuần. Tại Vương quốc Anh, album giành 18 tuần liên tiếp ở vị trí số một. Nhạc phim được xem là đại diện tiêu biểu cho kỷ nguyên thống trị của nhạc disco ở hai bờ Đại Tây Dương và trên phương diện quốc tế.
Saturday Night Fever giành giải Grammy cho Album của năm, và là album disco duy nhất làm được điều này, cũng như là album nhạc phim thứ ba nhận được vinh dự trên (cùng với The Bodyguard và nhạc phim O Brother, Where Art Thou?). Năm 2012, nó được xếp ở vị trí thứ 132 trong danh sách 500 album vĩ đại nhất mọi thời đại của tạp chí Rolling Stone. Năm 2003, VH1 gọi nó là album vĩ đại thứ 57 của mọi thời đại, và nó xếp thứ 50 trong một cuộc khảo sát của kênh truyền hình Anh Channel 4 năm 2005 để chọn ra 100 album vĩ đại nhất mọi thời đại. Pitchfork Media đã liệt kê Saturday Night Fever như là album xuất sắc thứ 34 của thập niên 1970. Album còn được lưu giữ vào Thư viện Quốc hội Hoa Kỳ như là "một nét văn hóa quan trọng".

## Giải thưởng

### Giải Grammy
| Năm  | Đề cử / Tác phẩm                                      | Giải thưởng                                      | Kết quả   |
| ---- | ----------------------------------------------------- | ------------------------------------------------ | --------- |
| 1978 | "How Deep Is Your Love"                               | Trình diễn nhóm nhạc giọng pop xuất sắc nhất     | Đoạt giải |
| 1979 | Saturday Night Fever                                  | Trình diễn nhóm nhạc giọng pop xuất sắc nhất     | Đoạt giải |
| 1979 | Saturday Night Fever                                  | Album của năm                                    | Đoạt giải |
| 1979 | "Stayin' Alive"                                       | Cải biên lời cho hai giọng trở lên xuất sắc nhất | Đoạt giải |
| 1979 | Barry Gibb, Albhy Galuten, Karl Richardson (sản xuất) | Nhà sản xuất của năm                             | Đoạt giải |
| 2004 | Saturday Night Fever                                  | Giải thưởng Viện hàn lâm                         | Đoạt giải |

### Giải thưởng âm nhạc Mỹ
| Năm  | Đề cử / Tác phẩm     | Giải thưởng                        | Kết quả   |
| ---- | -------------------- | ---------------------------------- | --------- |
| 1979 | Saturday Night Fever | Album Soul/R&B được yêu thích nhất | Đoạt giải |

## Danh sách bài hát
| Mặt A | Mặt A                                  | Mặt A                                 | Mặt A                                    | Mặt A      |
| STT   | Nhan đề                                | Sáng tác                              | Sản xuất                                 | Thời lượng |
| ----- | -------------------------------------- | ------------------------------------- | ---------------------------------------- | ---------- |
| 1.    | "Stayin' Alive" (Bee Gees)             | Barry Gibb, Robin Gibb & Maurice Gibb | Bee Gees, Albhy Galuten, Karl Richardson | 4:45       |
| 2.    | "How Deep Is Your Love" (Bee Gees)     | Barry Gibb, Robin Gibb & Maurice Gibb | Bee Gees, Albhy Galuten, Karl Richardson | 4:05       |
| 3.    | "Night Fever" (Bee Gees)               | Barry Gibb, Robin Gibb & Maurice Gibb | Bee Gees, Albhy Galuten, Karl Richardson | 3:32       |
| 4.    | "More Than a Woman" (Bee Gees)         | Barry Gibb, Robin Gibb & Maurice Gibb | Bee Gees, Albhy Galuten, Karl Richardson | 3:18       |
| 5.    | "If I Can't Have You" (Yvonne Elliman) | Barry Gibb, Robin Gibb & Maurice Gibb | Freddie Perren                           | 3:00       |

| Mặt B | Mặt B                                  | Mặt B                                               | Mặt B               | Mặt B      |
| STT   | Nhan đề                                | Sáng tác                                            | Sản xuất            | Thời lượng |
| ----- | -------------------------------------- | --------------------------------------------------- | ------------------- | ---------- |
| 6.    | "A Fifth of Beethoven" (Walter Murphy) | Murphy (dựa trên Bản giao hưởng số 5 của Beethoven) | Thomas J. Valentino | 3:03       |
| 7.    | "More Than a Woman" (Tavares)          | Barry Gibb, Robin Gibb & Maurice Gibb               | Perren              | 3:17       |
| 8.    | "Manhattan Skyline" (David Shire)      | Shire                                               | Shire & Bill Oakes  | 4:45       |
| 9.    | "Calypso Breakdown" (Ralph MacDonald)  | William Eaton                                       |                     | 7:51       |

| Mặt C | Mặt C                                     | Mặt C                                  | Mặt C                                    | Mặt C      |
| STT   | Nhan đề                                   | Sáng tác                               | Sản xuất                                 | Thời lượng |
| ----- | ----------------------------------------- | -------------------------------------- | ---------------------------------------- | ---------- |
| 10.   | "Night on Disco Mountain" (David Shire)   | Modest Mussorgsky (phối lại bởi Shire) | Shire & Oakes                            | 5:13       |
| 11.   | "Open Sesame" (Kool & the Gang)           | Robert Bell                            | Kool & the Gang                          | 4:01       |
| 12.   | "Jive Talkin' " (Bee Gees)                | Barry Gibb, Robin Gibb & Maurice Gibb  | Arif Mardin                              | 3:44       |
| 13.   | "You Should Be Dancing" (Bee Gees)        | Barry Gibb, Robin Gibb & Maurice Gibb  | Bee Gees, Albhy Galuten, Karl Richardson | 4:14       |
| 14.   | "Boogie Shoes" (KC and the Sunshine Band) | Harry Wayne Casey & Richard Finch      | Casey & Richard Finch                    | 2:17       |

| Mặt D            | Mặt D                         | Mặt D                           | Mặt D                         | Mặt D      |
| STT              | Nhan đề                       | Sáng tác                        | Sản xuất                      | Thời lượng |
| ---------------- | ----------------------------- | ------------------------------- | ----------------------------- | ---------- |
| 15.              | "Salsation" (David Shire)     | Shire                           | Shire & Oakes                 | 3:51       |
| 16.              | "K-Jee" (MFSB)                | Charlie Hearndon & Harvey Fuqua | Bobby Martin & Broadway Eddie | 4:13       |
| 17.              | "Disco Inferno" (The Trammps) | Leroy Green & Ron Kersey        | Kersey                        | 10:51      |
| Tổng thời lượng: | Tổng thời lượng:              | Tổng thời lượng:                | Tổng thời lượng:              | 1:15:54    |

### Những bài hát thu âm bổ sung cho phim nhưng không được sử dụng
- "Emotion" bởi Samantha Sang
- "You Stepped Into My Life" bởi Bee Gees
- "If I Can't Have You" bởi Bee Gees
- "(Our Love) Don't Throw It All Away" bởi Bee Gees
- "Warm Ride" bởi Bee Gees

## Xếp hạng
| Bảng xếp hạng                          | Vị trí cao nhất |
| -------------------------------------- | --------------- |
| Australian Kent Music Report           | 1               |
| Austrian Albums Chart                  | 1               |
| Canadian RPM Albums Chart              | 1               |
| Dutch Albums Chart                     | 1               |
| French SNEP Albums Chart               | 1               |
| Italian Albums Chart                   | 1               |
| Japanese Oricon Albums Chart           | 1               |
| New Zealand Albums Chart               | 1               |
| Norwegian VG-lista Albums Chart        | 1               |
| Swedish Albums Chart                   | 1               |
| UK Albums Chart                        | 1               |
| U.S. Billboard 200                     | 1               |
| West German Media Control Albums Chart | 1               |

| Bảng xếp hạng (1970–79) | Vị trí |
| ----------------------- | ------ |
| Japanese Albums Chart   | 9      |
| UK Albums Chart         | 5      |

| Bảng xếp hạng (1978)     | Vị trí |
| ------------------------ | ------ |
| Australian Albums Chart  | 1      |
| Austrian Albums Chart    | 1      |
| Canadian Albums Chart    | 1      |
| Dutch Albums Chart       | 1      |
| French Albums Chart      | 7      |
| Italian Albums Chart     | 1      |
| Japanese Albums Chart    | 3      |
| UK Albums Chart          | 1      |
| U.S. Billboard 200       | 1      |
| West German Albums Chart | 1      |
| Bảng xếp hạng (1979)     | Vị trí |
| U.S. Billboard 200       | 27     |

| Bảng xếp hạng    | Vị trí |
| ---------------- | ------ |
| US Billboard 200 | 43     |

## Chứng nhận
| Quốc gia                                  | Chứng nhận   | Số đơn vị/doanh số chứng nhận |
| ----------------------------------------- | ------------ | ----------------------------- |
| Canada (Music Canada)                     | Kim cương    | 1.000.000^                    |
| Pháp (SNEP)                               | Vàng         | 2,161,800                     |
| Đức (BVMI)                                | 3× Bạch kim  | 1,500,000^                    |
| Hồng Kông (IFPI Hong Kong)                | Bạch kim     | 15,000*                       |
| Ý (FIMI)                                  | Vàng         | 25.000*                       |
| Nhật Bản                                  | —            | 693,000                       |
| Anh Quốc (BPI)                            | 7× Bạch kim  | 2,100,000                     |
| Hoa Kỳ (RIAA)                             | 15× Bạch kim | 15.000.000^                   |
| ^ Chứng nhận dựa theo doanh số nhập hàng. |              |                               |